# سیستم چندپیکره

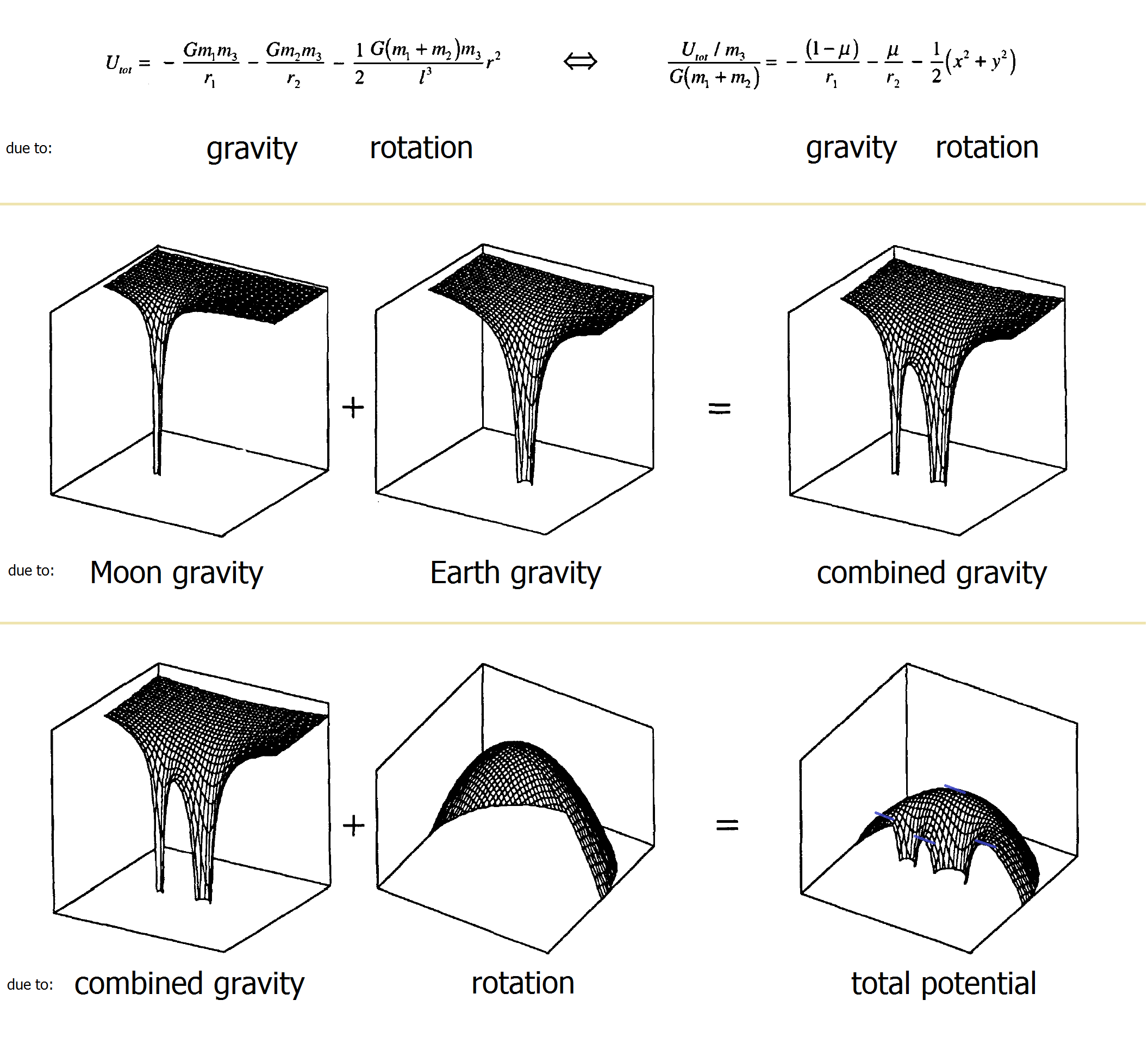
نمایی از ساختار تجزیه و تحلیل انرژی بالقوه در مسئلهٔ گسستهٔ سه شیء، گونه‌ای از سیستم چندپیکره

سیستم چندپیکره (به انگلیسی: Many-body system) به سیستم‌هایی در مکانیک کوانتومی گفته می‌شود که در آنها شمار زیادی ذره در فعل‌وانفعال با هم هستند. این سیستم‌ها دارای تابع موج پیچیده هستند. برای نمونه در بررسی چگالی الکترونی اتم‌هایی که بیش از یک الکترون در ساختارشان دارند، االکترون‌های این اتم‌ها یک سیستم چندپیکره بشمار می‌آیند.